# Kolonowskie

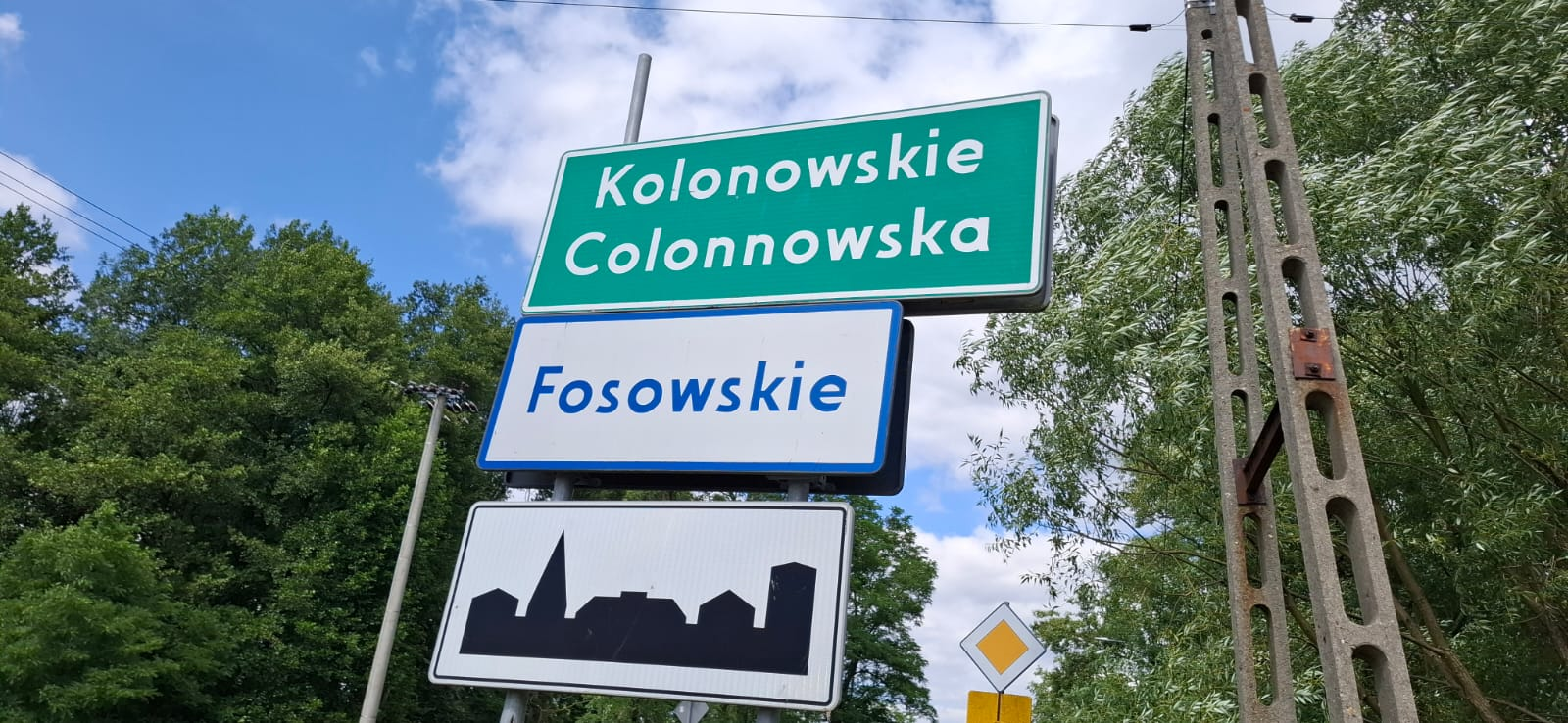
Tabliczka wjazdowa do Kolonowskich

Kolonowskie (dodatkowa nazwa w j. niem. Colonnowska, w latach 1936–1945 Grafenweiler, śl. Kolōnowska) – miasto na Górnym Śląsku, w województwie opolskim, w powiecie strzeleckim, położone nad Małą Panwią, siedziba gminy miejsko-wiejskiej Kolonowskie. W latach 1975–1998 miasto administracyjnie należało do dawnego woj. opolskiego.
Według danych GUS z 1 stycznia 2024 r. miasto liczyło 3207 mieszkańców.

## Położenie

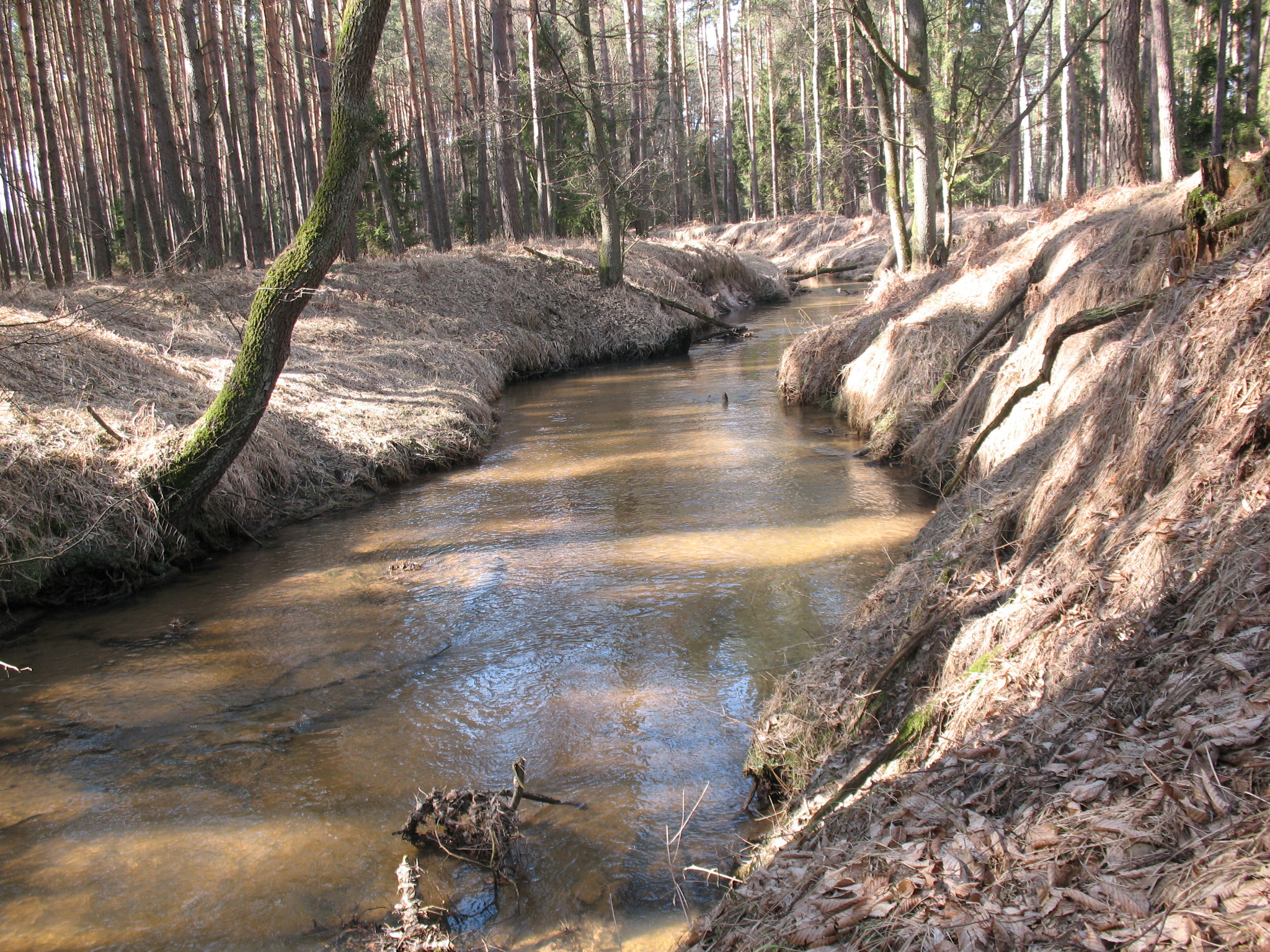
Rzeka Bziniczka – odcinek leśny w okolicach Kolonowskiego

Pod względem fizycznogeograficznym, miasto Kolonowskie położone jest w pasie Nizin Środkowopolskich. Położone jest w makroregionie Niziny Śląskiej oraz w mezoregionie Równiny Opolskiej.
Przez miejscowość przepływa rzeka Mała Panew oraz jej dopływ Bziniczka uchodząca do Małej Panwi w Kolonowskiem.

## Nazwa
W okresie hitlerowskiego reżimu w latach 1936–1945, miejscowość nosiła nazwę Grafenweiler.

## Opis
Na terenie Kolonowskiego działają m.in.: ośrodek zdrowia, placówki handlowe i zakłady rzemieślnicze, biblioteka publiczna, przedszkole, szkoła podstawowa i gimnazjum, Miejsko-Gminne Centrum Kulturalno-Sportowe wraz z boiskiem, kręgielnia, klub piłkarski KS Unia Kolonowskie, jednostka Ochotniczej Straży Pożarnej, koło Mniejszości Niemieckiej, orkiestra dęta, koło Polskiego Związku Wędkarskiego, koła łowieckie „Leśnik” i „Daniel”, oddział Polskiego Związku Hodowców Gołębi Pocztowych, Rodzina Kolpinga, Caritas parafialny i koło przyjaciół Hochdahl–Cergy–Kolonowskie.

## Historia
W roku 1780 właściciel ziem hrabia Filip Colonna zlecił wybudowanie huty wraz z wielkim piecem nad rzeką Brzinitzka (Bziniczka), będącej prawym dopływem rzeki Malapane (Mała Panew). Datę tę uważa się za początek istnienia Kolonowskiego. Powstała osada była jedną z wielu wzdłuż biegu Małej Panwi. Innymi założonymi przez Colonnę były m.in. Haraszowskie, Spórok, Fosowskie i Świerkle.
Wokół huty powstała mała osada robotnicza, która w roku 1797 przyjęła nazwę Colonnowska, od nazwiska swojego założyciela. Wybudowany kanał hutniczy łączył huty w Zawadzki (Zawadzkie), Colonnowska (Kolonowskie) i Vossowska (Fosowskie). Rzeka służyła natomiast do transportu towarów do Deschowitz (Zdzieszowice), gdzie przeładowywano towar i transportowano dalej Odrą. W roku 1805 powstał drugi wielki piec. W 1854 roku otwarto linię kolejową z Opola do Tarnowskich Gór. Po śmierci hrabiego majątek po nim odziedziczył Andreas Maria Graf von Renard, który przyczynił się do dalszej rozbudowy zakładów. Mimo wielkich starań zakłady w Colonnowska coraz bardziej traciły na znaczeniu. W 1921 roku zamknięto hutę, a w 1926 odlewnię. Budynki huty wyburzono, pozostał jedynie budynek dawnego jej biura, istniejący do dziś.
W 1880 roku ruszyła nasycalnia drewna, obecnie: Kopgard Sp. z o.o. W 1907 roku, nowy właściciel ziemski, książę Christian Ernst zu Stolberg-Wernigerode wydał zlecenie na budowę fabryki kartonów (Kartonagenfabrik), istniejącej do dzisiaj pod nazwą Packprofil Sp. z o.o. J.V. Produkcja ruszyła w 1908 roku.
W 1933 roku została wybudowana kaplica i Kolonowskie odłączyło się od parafii Staniszcze Wielkie. W 1942 roku Kolonowskie stało się samodzielną parafią, a kościół pod wezwaniem Niepokalanego Serca Najświętszej Marii Panny został wybudowany po wojnie i konsekrowany w roku 1954.
W 1973 roku Kolonowskie otrzymało prawa miejskie. W granice miasta włączono wówczas osiedla Haraszowskie, Bendawice i Fosowskie.

## Demografia
- Piramida wieku mieszkańców Kolonowskiego w 2014 roku[13].

## Transport

### Drogowy
Przez miasto przebiegają dwie drogi wojewódzkie:
- 463 Bierdzany (DK45) - Ozimek (DK46) - Kolonowskie - Zawadzkie
- 901 Gliwice (DK78) - Pyskowice (DK94) - Zawadzkie - Kolonowskie - Dobrodzień (DK46) - Olesno

Na północy miasta przebiega również droga krajowa nr 46 klasy GP, o długości 270 km. Łączy ona DK33 w Kłodzku z DK78 w Szczekocinach.
Przez Kolonowskie przejeżdżają drogi powiatowe:
- 1804O Strzelce Opolskie – Kolonowskie
- 1816O Kadłub – Spórok
- 1838O Staniszcze Wielkie – Staniszcze Małe
- 1839O Spórok – Staniszcze Małe
- 1844O Staniszcze Wielkie – Kolonowskie
- 1958O Myślina – Staniszcze Małe - Spórok

### Kolejowy
Przez tereny miasta przebiegają czynne linie kolejowe:
- 61 relacji Kielce – Fosowskie
- 144  relacji Tarnowskie Góry – Opole

Miasto posiada również stację kolejową.

## Zabytki i muzeum

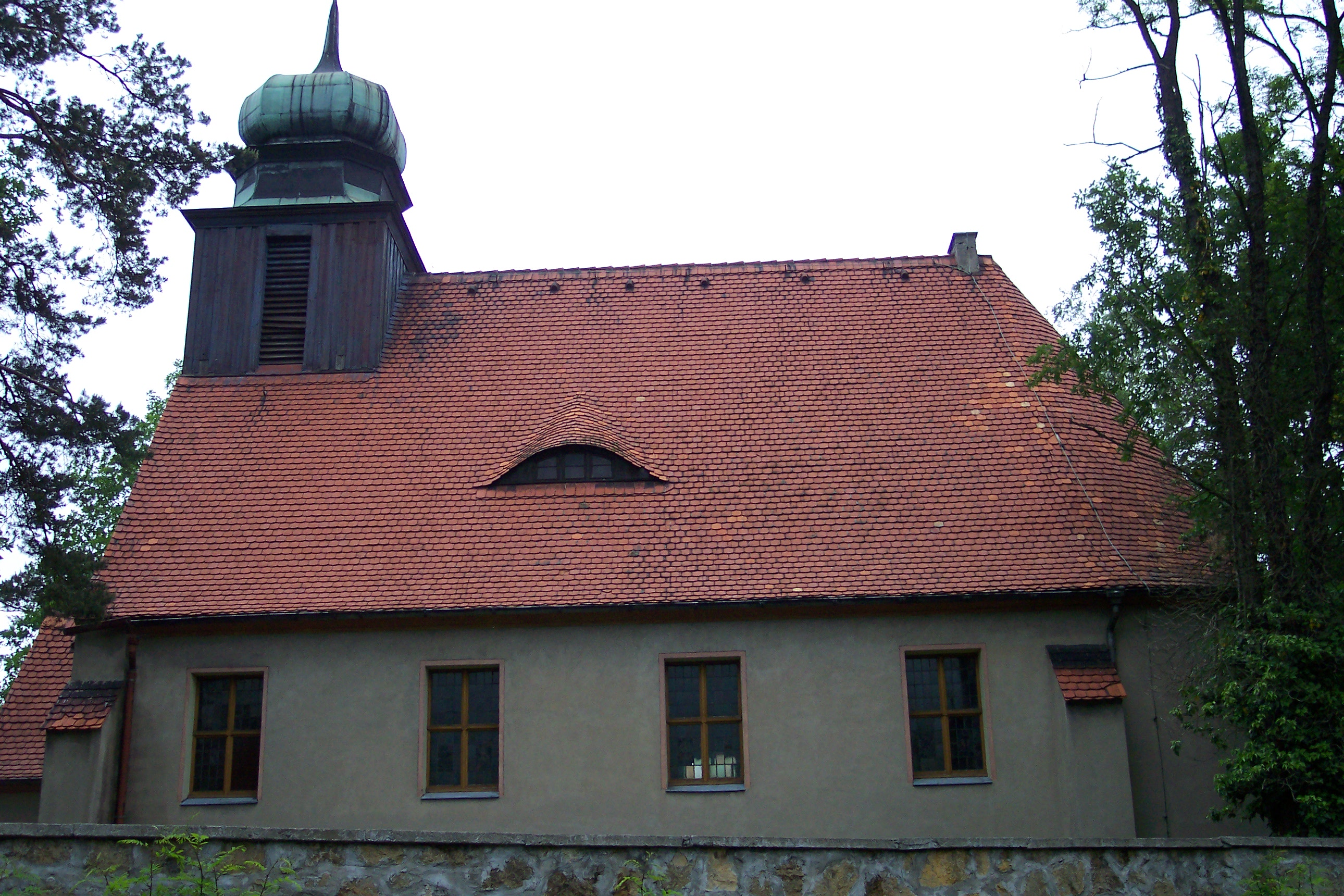
Kościół ewangelicki w dzielnicy Fosowskie

Do wojewódzkiego rejestru zabytków wpisany jest dom – biura huty, ul. Leśna 8, drewniany, z k. XVIII w. W budynku tym znajduje się Izba Regionalna Historii Lokalnej w Kolonowskiem.